# Sirhookera
Sirhookera là một chi thực vật có hoa trong họ, Orchidaceae.